# Административное деление СССР на 1 января 1963 года

## СССР.1 января1963 года
СССР делился на республики
- общее число республик — 15. Республики делились на края, области, автономные округа
- общее число краёв — 9 (+3)
- общее число областей — 104 (-13)
- общее число автономных округов — 10

Области и края делились на районы
- общее число районов — 1833 (-2220)
- общее число городов — 1763 (+122), пгт — 3255 (+480), районов в городах — 384 (-29)
- общее число сельсоветов — 39 898 (-9 818)
- столица СССР — город Москва
- список республик:

1. Азербайджанская ССР (центр — Баку)
2. Армянская ССР (центр — Ереван)
3. Белорусская ССР (центр — Минск)
4. Грузинская ССР (центр — Тбилиси)
5. Казахская ССР (центр — Алма-Ата)
6. Киргизская ССР (центр — Фрунзе)
7. Латвийская ССР (центр — Рига)
8. Литовская ССР (центр — Вильнюс)
9. Молдавская ССР (центр — Кишинёв)
10. Российская СФСР (центр — Москва)
11. Таджикская ССР (центр — Душанбе)
12. Туркменская ССР (центр — Ашхабад)
13. Узбекская ССР (центр — Ташкент)
14. Украинская ССР (центр — Киев)
15. Эстонская ССР (центр — Таллин)